# Hieronim Charlęski
Hieronim Charlęski herbu Bończa (zm. po 15 czerwca 1639 roku) – starosta kaniowski w latach 1634–1635, starosta łucki w latach 1622–1639.
Był elektorem Władysława IV Wazy z województwa wołyńskiego w 1632 roku, podpisał jego pacta conventa.